# Aletinus constrictus
Aletinus constrictus is een keversoort uit de familie Rhynchitidae. De wetenschappelijke naam van de soort is voor het eerst geldig gepubliceerd in 1891 door Reitter.